# إحساس المكان
استُخدم مصطلح إحساس المكان بطرق عديدة ومختلفة. يُعد هذا المصطلح مفهومًا مركبًا متعدد الأبعاد إذ يُستخدم بهدف تحديد معالم العلاقة بين الإنسان وبيئته المكانية. يُعتبر إحساس المكان سمة مميزة لعدد من الأمكنة الجغرافية المعينة دونًا عن سواها، بينما يعتبره آخرون بمثابة شعور أو إدراك حسي لدى الإنسان (وليس المكان نفسه). غالبًا ما يُستخدم إحساس المكان فيما يتعلق بتلك السمات المعينة التي من شأنها إضفاء التميز أو التفرد على مكان ما، بالإضافة إلى السمات التي تعزز الإحساس بالتعلق والانتماء الإنساني الحقيقي. أشار آخرون، مثل الجغرافي يي فو توان، إلى أحاسيس المكان التي عدّها غير «إيجابية» مثل الخوف. ينخرط بعض الطلاب والمعلمين في «التعليم القائم على المكان» بهدف تحسين «إحساسهم بالمكان»، بالإضافة إلى استخدام عدد من جوانب المكان المختلفة كأدوات تعليمية بشكل عام. يُستخدم المصطلح في الدراسات الحضرية والريفية فيما يتعلق بصنع المكان والتعلق بالمكان لدى المجتمعات فضلًا عن ارتباطها ببيئتها أو أرض وطنها. يُستخدم مصطلح إحساس المكان في وصف كيفية إدراك الشخص واختباره مكانًا معينًا أو بيئة معينة. يعرّف عالما الأنثروبولوجيا ستيفن فيلد وكيث باسو إحساس المكان على أنه: «الطرق التجريبية والتعبيرية التي يمكن من خلالها معرفة الأماكن، وتخيلها، والتوق إليها، وحملها، وتذكرها، والتعبير عنها، وعيشها، والنزاع عليها، والمكافحة من أجلها [...]». تفقد العديد من ثقافات السكان الأصليين إحساسها بالمكان بسبب تغير المناخ و«أرض الوطن الأصلي، وحقوق الأرض والحفاظ على الأماكن المقدسة».

## تطور إحساس المكان
درس كل من علماء الجغرافيا البشرية، وعلماء النفس الاجتماعي وعلماء الاجتماع كيفية تطور إحساس المكان. شملت النهج المستخدمة كلًا من المقارنات بين الأماكن، والتعلم من كبار السن ومراقبة الكوارث الطبيعية وغيرها من الأحداث. أكد علماء النفس البيئي على أهمية تجارب الطفولة، واستطاعوا قياس العلاقة بين التعرض للبيئات الطبيعية في مرحلة الطفولة والتفضيلات البيئية في مرحلة لاحقة من الحياة. يتأثر التعلم عن البيئات المحيطة في مرحلة الطفولة إلى حد كبير بالتجربة المباشرة للعب، بالإضافة إلى التأثيرات الناجمة عن الأسرة، والثقافة والمجتمع. أطلق علماء الجغرافيا البشرية على الرابطة الخاصة التي تتطور بين الأطفال وبيئات طفولتهم اسم «المشهد الطبيعي البدائي». يُعتبر المشهد الطبيعي الطفولي هذا جزءًا من هوية الفرد، ويشكل نقطة المقارنة الجوهرية عند النظر في الأماكن التالية في فترة لاحقة من الحياة. عند انتقال الأفراد كبالغين من مكان إلى آخر، يميلون إلى النظر في الأماكن الجديدة فيما يتعلق بالمشهد الطبيعي الأساسي الذي عاشوه في طفولتهم. في بيئة غير مألوفة، يتطور إحساس المكان مع مرور الوقت ومن خلال الممارسات الروتينية، إلا أن هذه العملية عرضة للتقوض بواسطة اضطرابات الروتين أو التغيرات المفاجئة في البيئة.
في سياق تغير المناخ، قد يؤدي إحساس المكان المترافق مع الوعي بالتغيرات والكوارث المرتبطة بتدمير هذا المكان إلى إنتاج تجارب شعورية من الحداد والحنين البيئي. تشير الأبحاث إلى أن هذه التجارب الشعورية الناشئة تكيفية بطبيعتها، وتوصي بمعالجتها الجماعية والتأمل فيها من أجل تعزيز المرونة والشعور بالانتماء. في حالات ما بعد الكوارث، تهدف بعض البرامج إلى إعادة تأسيس إحساس المكان من خلال تبني النهج التشاركي.